# أليخاندرا فورلان
أليخاندرا فورلان كورازو (بالإنجليزية: Alejandra Forlán) ولدت في عام 1974. هي طبيبة نفسانية ومحاضرة وناشطة أوروغوائية. درست ابنة بيلار كورازو وبابلو فورلان وشقيقة لاعب كرة القدم دييغو فورلان علم النفس في الجامعة الكاثوليكية في أوروغواي. حصلت على درجة الماجستير في الاستشارات والموارد البشرية من جامعة جزر البليار، وبالعمل مع المراهقين. وحصلت على دبلومها كأول وكيل للاتحاد الدولي لكرة القدم FIFA للأوروغواي.

## نُبذة ذاتية
في 14 سبتمبر 1991، وفي سن 17، تعرضا، أليخاندرا فورلان وصديقها غونزالو، لحادث سيارة في صباح ممطر. قتل الشاب على الفور في التصادم. لم يكن أي منهما يضع حزام الأمان. بعد هذا الحادث، أدركت فورلان أنها لا تستطيع تحريك جسدها. تسببت إصاباتها في أضرار لا يمكن إصلاحها، وبعد أشهر من إعادة التأهيل ظلت مشلولة. ومع ذلك، فقد عزمت على التغلب على مصاعبها.
وفي 24 مارس 2009، أنشأت مؤسسة أليخاندرا فورلان Alejandra Forlán، وهي منظمة غير ربحية مقرها في مونتيفيديو، هدفها الرئيسي هو تعزيز حقوق الأشخاص ذوي القدرات المختلفة وتحقيق المساواة فيها، والعمل على منع الحوادث المرورية، وإنشاء شبكات دعم للأشخاص ذوي الإعاقات. نظمت حملات دعائية للترويج للمشروبات غير الكحولية، ولبطولات الجولف الخيرية، وThe Road Show، وهو حدث يضم شهادات لأشخاص تغيرت حياتهم بسبب الحوادث.
من عام 2010 إلى 1 مارس 2015، كانت فورلان نائب رئيس الوحدة الوطنية للسلامة على الطرق في أوروغواي (Unasev).

## وصلة خارجية
- Alejandra Forlán Foundation (بالإسبانية)